# طفيلي ريكس
طفيلي ريكس: داخل العالم الغريب لأخطر المخلوقات في الطبيعة، هو كتاب غير خيالي من تأليف كارل زيمر تم نشره بواسطة دار النشر فري بريس في عام 2000، يناقش الكتاب تاريخ الطفيليات على الأرض وكيف تشكل مجال دراسة علم الطفيليات، بالإضافة إلى نظرة على الطفيليات الأكثر خطورة التي تم اكتشافها في الطبيعة، تم إصدار طبعة خاصة من الكتاب بغلاف ورقي في مارس 2011 بمناسبة الذكرى العاشرة لنشر الكتاب وتضم خاتمة جديدة كتبها زيمر، تم أيضًا توزيع صفحات موقعة مع الكتاب على المعجبين الذين أرسلوا صورة لأنفسهم مع نسخة من الإصدار الخاص.
يتضمن غلاف كتاب طفيلي ريكس صورة بالمجهر الإلكتروني الماسح للقراد كمحور تركيز إلى جانب رسومات توضيحية في محور الطفيليات والمواضيع التي تمت مناقشتها في الكتاب.

## المحتوى
يبدأ الكتاب بمناقشة تاريخ الطفيليات في المعرفة البشرية بدايةً من أقدم الكتابات عنها في الثقافات القديمة وصولاً إلى العصر الحديث، يتم التركيز بشكل كبير على الآراء والتجارب التي أجراها العلماء في القرون السابعة عشر والثامنة عشر والتاسعة عشر؛ مثل تلك التي قام بها أنطوني فان ليفينهوك وجابيتوس ستينستروب وفريدريش كوشنميستر وراي لانكستر، من بينهم كان ليفينهوك أول من رأى الخلايا بصورة مباشرة من خلال المجهر وكان ستينستروب أول من شرح وأكد مراحل ودورات حياة الطفيليات التي تختلف عن معظم الكائنات الحية الأخرى، نفى كوشنميستر من خلال معتقداته الدينية وآرائه حول وجود مكان لكل مخلوق في النظام الطبيعي الأفكار السائدة في عصره وأثبت أن جميع الطفيليات جزء من بيئات تطورية نشطة وليست عوائل من خلال إجراء تجارب معضلة أخلاقيًا على السجناء. مُنح لانكستر تركيزًا محددًا ومناقشة متكررة طوال الكتاب بسبب اعتقاده بأن الطفيليات هي أمثلة على التطور العكسي خاصة فيما يتعلق بالساكولينا ولكن دحض زيمر تكرر هذه الفكرة.
تم أخذ العديد من الفصول لمناقشة أنواع مختلفة من الطفيليات وكيفية إصابة مضيفيهم والسيطرة عليهم، بالإضافة إلى الكيمياء الحيوية المشاركة في استيلائهم على الجهاز المناعي لمضيفهم أو التهرب منه مما يؤدي في النهاية إلى انتقالها في شكلها ودورتها الحياتية التالية، كما يُخصص وقت ممتد لشرح أعمال علم المناعة وكيفية استجابة الأجهزة المناعية للكائنات الحية لعدوى الطفيليات، بالإضافة إلى الأساليب التي تستخدمها وظائف الجسم لمواجهة وقتل الكائنات الحية الدقيقة الغازية. تُدمج في هذه المناقشة العديد من المواقع الخاصة التي زارها زيمر أثناء كتابته لكتاب "طفيلي ريكس" والعلماء الذين عملوا معه لفهم الأنظمة البيئية المختلفة وجميع الطفيليات التي تعيش فيها بما في ذلك إصابات داء المثقبات الأفريقي في السودان من ذبابة تسي تسي والطفيليات التي تصيب الضفادع في كوستاريكا، تظهر بشكل رئيسي عن طريق داء الخيطيات التي تصيب البشر ومجموعة متنوعة من الأنواع، والمجموعة الوطنية للطفيليات التابعة لوزارة الزراعة الأمريكية التي تتخذ ولاية ماريلاند مقرًا لها.
تركز الفصول النهائية على التأثير الكلي للطفيليات على تطور الحياة والنظرية التي تشير إلى أن الانتقال إلى التكاثر الجنسي كان نتيجة للإصابة بالطفيليات على عكس طرق التكاثر اللاجنسي السابقة نظرًا للتنوع الجيني المتزايد وبالتالي القدرة المحتملة على مقاومة الطفيليات التي يمكن أن يوفرها هذا التكاثر. يتم عرض هذا البحث من خلال نظريات دابليو دي هاملتون حول تطور الجنس إلى جانب فرضية الملكة الحمراء وفكرة سباق التسلح التطوري بين الطفيليات ومضيفيها، ثم يناقش زيمر لآخر مرة مجموعة واسعة من الطفيليات التي تطورت إلى أن يكون البشر مضيفيها الأساسيين ومحاولاتنا من خلال التقدم العلمي للقضاء عليها. يتناول الفصل الختامي الفوائد الإيجابية للطفيليات وكيف استخدمها البشر لتحسين الزراعة والتكنولوجيا الطبية ولكنه يناقش أيضًا كيف يمكن أن يؤدي الاستخدام غير المدروس للطفيليات إلى تدمير مختلف المواطن من خلال جعلها تعمل كنوع مجتاح. في النهاية يتساءل زيمر عما إذا كان الإنسان يعد طفيليًا على الكوكب وما يمكن أن تكون آثار هذه العلاقة.

## الأسلوب والنبرة
في مراجعة لمجلة ساينس أشار ألبرت أو. بوش إلى كيفية صياغة زيمر لأسلوب كتابته ب "وضوح وقناعة وبدون تحيز" وعلى الرغم من أن "سيجد الأصولي الأخطاء الغريبة والسهو والأخطاء الطفيفة في الحقائق" إلا أنها "غير مهمة" ولا تؤثر على "الجودة العامة لطفيلي ريكس أو الأهم من ذلك هو تركيزها ورسالتها الأساسية".

## استقبال الكتاب
أشاد كيفن باديان من صحيفة نيويورك تايمز بالكتاب وكتابات زيمر مشيرًا إلى أنه يعرضه ك "كاتب مقالات علمية ممتاز كما يمكن أن نجده" وأن أهمية هذا الكتاب تكمن "ليس فقط في تقديمه الواضح لعلم الطفيليات التطوري الجديد ولكن في معاملته الفكرية للإستراتيجيات العالمية والسياسات التي سيضطر العلماء والعاملون في مجال الصحة والحكومات إلى النظر فيها من أجل إدارة الطفيليات في المستقبل". وصفت مجلة بابليشرز ويكلي الكتاب بأنه "عمل مثالي في مجال العلوم الشعبية" وأحد "أروع الأعمال" من نوعه مع أنه "الأكثر إثارة للاشمئزاز"، فيما يتعلق بمارغريت هندرسون كاتبة في مجلة المكتبة أوصت بوضع الكتاب في جميع المكتبات مشيرة إلى أن الكتاب يجعل علم الطفيليات ممتعًا ومفهومًا للجميع. في كتابتها لمجلة The Quality Review of Biology  وصفت ماي بيرنباوم طفيلي ريكس بأنه كتاب "رائع" و"فريد في تركيزه وسهل القراءة للغاية" وقد نال "احترام وتوصية" المراجعين لقدرته على مناقشة دورات حياة ديدان الخيط الضيق وفرضية الملكة الحمراء بشكل صحيح في كتاب واحد. وصف جو إيتون في مجلة Whole Earth Review طفيلي ريكس بأنه "أحد تلك الكتب التي تغير وجهة نظرك عن العالم" بسبب كيفية عرضه للحقيقة أن النظم البيئية تتكون في الغالب من الطفيليات التي تحملها الكائنات الفردية وفي مراجعة نشرتها مجلة الرابطة الوطنية لمعلمي الأحياء، وصف دونالد لورنس الكتاب بأنه "نظرة عامة رائعة على المعرفة الحالية حول الطفيليات" وأشاد بالملاحظات الشاملة والأدب المقتبس وأقسام الفهرس. هنأ سكوت لايل غاردنر محرر النشرة الإخبارية للجمعية الأمريكية لعلماء الطفيليات الكتاب على طرح مجال علم الطفيليات في الرأي العام قائلاً إن زيمر "يقدم الطفيليات في وضع "آه" و "أوه"، بالإضافة إلى محاولة إظهار كيف يمارس علماء الطفيليات تجارتنا فعليًا" يساعد في توفير الاهتمام بالموضوع، كما لخصت الكاتبة هاريت اليسون في مجلة بلو ساي الكتاب باعتباره كتابًا تمكن فيه زيمر "من نسج ما يكفي من العلوم المفهومة بسهولة في كل فصل من أجل إنشاء قصة جذابة ومثيرة للقلق ستجعلك مدمنًا حتى النهاية"، ذكرت مراجعات كيركس إشادة "بالتفاصيل الحية" المعطاة لأنماط حياة الطفيليات ووصفت الكتاب بأنه "منظورًا يفتح العين حول علم الأحياء والبيئة والطب" و"يستحق القراءة".

## أنظر أيضًا
- علم الطفيليات البيطرية

## روابط خارجية
- طفيلي ريكس على موقع كارل زيمر
- طفيلي ريكس على موقع سايمون وشوستر، موقع الناشر